# Cliff Gorman
Pour les articles homonymes, voir Gorman.
Cliff Gorman est un acteur américain né le 13 octobre 1936 dans le Queens, à New York (États-Unis), mort le 5 septembre 2002 à New York (État de New York).

## Biographie
Cliff Gorman est notamment connu pour avoir joué dans Que le spectacle commence, ainsi que dans Ghost Dog : La Voie du samouraï.
Il joue aussi dans quelque western.

## Filmographie
- 1969 : Justine de George Cukor : Toto
- 1970 : Les Garçons de la bande (The Boys in the Band) : Emory
- 1973 : Class of '63 (TV) : Mickey Swerner
- 1973 : Flics et Voyous (Cops and Robbers) : Tom
- 1974 : Paradise Lost (TV) : Kewpie
- 1975 : Rosebud : Yafet Hemlekh
- 1975 : Strike Force (TV) : Detective Joey Gentry
- 1975 : The Silence (TV) : Stanley Greenberg
- 1976 : Opération Brinks (Brinks: The Great Robbery) (TV) : Danny Conforti
- 1977 : Having Babies II (TV) : Arthur Magee
- 1978 : La Femme libre (An Unmarried Woman) : Charlie
- 1979 : Que le spectacle commence (All That Jazz) : Davis Newman
- 1980 : Fort Bronx (Night of the Juggler) de Robert Butler : Gus Soltic
- 1981 : Le Bunker, les derniers jours d'Hitler (The Bunker) de George Schaefer (TV) : Joseph Goebbels
- 1983 : Cocaine and Blue Eyes (TV) : Riki Anatole
- 1984 : Angel : Lt. Andrews
- 1985 : Méprise (Doubletake) (TV) : Aaron Greenberg
- 1988 : Police des polices (Internal Affairs) (TV) : Aaron Greenberg
- 1989 : Howard Beach: Making a Case for Murder (TV) : Bernstein
- 1990 : Meurtre en noir et blanc (Murder in Black and White) (TV) : Aaron Greenberg
- 1990 : Murder Times Seven (TV) : Aaron Greenberg
- 1990 : Retour pour l'honneur (Vestige of Honor) (TV) : Sanderson
- 1992 : Terror on Track 9 (TV) : Sgt. Aaron Greenberg
- 1992 : La Loi de la nuit (Night and the City) : Phil Nasseros
- 1992 : Hoffa : Solly Stein
- 1993 : The Return of Ironside (TV) : Joe McManus
- 1994 : Analyse d'un meurtre (The Forget-Me-Not Murders) (TV) : Sergent Aaron Greenberg
- 1994 : Coulisses d'un meurtre (Janek: The Silent Betrayal) (TV) : Sergent Aaron Greenberg
- 1995 : Down Came a Blackbird (TV) : Nick the Greek
- 1999 : American 60's (The '60s) (TV) : Father Daniel Berrigan
- 1999 : Ghost Dog : La Voie du samouraï (Ghost Dog: The Way of the Samurai) : Sonny Valerio
- 2000 : King of the Jungle (en) de Seth Zvi Rosenfeld : Jack
- 2006 : Kill the Poor : Yakov